# Selepa celtisella
Selepa celtisella är en fjärilsart som beskrevs av Embrik Strand 1917. Selepa celtisella ingår i släktet Selepa och familjen trågspinnare. Inga underarter finns listade i Catalogue of Life.